# Rings Around the Moon
"Rings Around the Moon" (Anéis ao Redor da Lua) é uma canção dos Bee Gees. É uma faixa bônus do álbum multi-platina Still Waters lançado pelos Bee Gees em 1997 e apareceu no primeiro single do álbum.
A canção é uma balada pop composta por Barry, Robin e Maurice Gibb. Os vocais foram cantados por Robin Gibb.

## Lista de faixas
1. "Alone" (Mixagem do single)
2. "Stayin' Alive" (ao vivo)
3. "You Should Be Dancing" (Decadance)
4. "Rings Around the Moon"